# Tim Frazer jagt den geheimnisvollen Mister X
Tim Frazer jagt den geheimnisvollen Mister X ist ein österreichischer Kriminalfilm des Regisseurs Ernst Hofbauer, der auch das Drehbuch nach einer Idee von Anton van Casteren schrieb. Das unter Verwendung der Titelfigur des britischen Autors Francis Durbridge entstandene Werk entstand im Zuge der erfolgreichen Straßenfeger und der Edgar-Wallace-Filmreihe der 1960er Jahre. Der Schwarzweißfilm startete am 12. Juni 1964 in den bundesdeutschen Kinos.

## Handlung
In Begleitung seiner Verlobten Janine kommt der britische Starpolizist Tim Frazer auf dem Antwerpener Flughafen an. Währenddessen geschieht nicht weit davon entfernt ein Mord: Ein Mann wird mit einem Stilett rücklings erstochen. Das Opfer, ein Hafenarbeiter, ist Teil einer unheimlichen Mordserie. Der belgische Inspektor Stoffels hat Frazer angefordert, um ihm bei der Aufklärung dieses Falls zu helfen. Zwischen jedem Mord liegt ein Zeitraum von exakt zehn Tagen. Offensichtlich stammen alle Opfer von einem Schiff, das jedes Mal zu diesem Zeitpunkt im Hafen anlegt. Eine erste Spur führt zu einem gewissen Jack van Druten, einem notorischen Falschspieler. Dessen Fingerabdrücke befanden sich auf der Mordwaffe. Doch van Druten hat ein Alibi. Alle Opfer, so findet Frazer heraus, sind in letzter Zeit zu viel Geld gekommen. Offensichtlich verdanken diese Leute ihren plötzlichen Reichtum dem Handel mit Marihuana.
Lode van Dijk, der Bruder des letzten Opfers, bietet sich der Polizei als Lockvogel an. Bei einer Tatort-Besichtigung Frazers im Hafen versucht ein kleiner Ganove ihn zu ermorden. Der Engländer überwältigt ihn. Ehe der Gangster Informationen über seinen Auftraggeber ausplaudern kann, wird er aus der Ferne von einem Unbekannten erschossen. Nachdem der Versuch, Lode als Lockvogel einzusetzen, nichts gebracht hat, suchen Stoffels und Frazer zwei einschlägige Bars auf. Doch weder die Bardame Farida noch ihre Kollegin Rosalie können oder wollen weiterhelfen. Auch Frazers Befragung eines anatolischen Konsuls, aus dessen Land das Marihuana nach Antwerpen kam, bringt den Engländer nicht weiter. Während eines Barbesuchs muss Frazer miterleben, wie der Konsul aus dem Hinterhalt ermordet wird. Frazer beschließt, seine Freundin Janine in Rosalies Kneipe einzuschleusen, um über sie an Informationen zu kommen. Währenddessen hat ein großer Mann mit Sonnenbrille, der bereits am Flughafen Frazers Ankunft beobachtet hat, einen Sprengsatz an seinem Mietwagen befestigt. Durch eine in einer Zeitung versteckte Warnung kann Frazer diesem Anschlag jedoch entgehen. Er zündet die Bombe aus der Ferne.
Bei einem Versuch Janines, von Faridas Bar aus mittels Telefon Frazer eine wichtige Information zukommen zu lassen, wird diese von hinten überwältigt. Zeitgleich verfolgt Lode van Dijk Jeroom, den Lebensgefährten Rosalies, aus der Bar bis zum Hafen, wird dort aber von einigen Hafenarbeitern an der weiteren Verfolgung gehindert. Als Lode ihnen sagt, dass Jeroom der Mann sei, nach dem seit Monaten gefahndet wird, helfen die Hafenkumpel ihm. Bei der dramatischen Verfolgung bis an die Spitze einer Zugbrücke, stürzt der bewaffnete Jeroom ab. Wenig später wird Rosalie in ihrer Bar tot aufgefunden.
Farida nimmt sich indessen Janine vor und versucht, ihr mit Schlägen Informationen zu entlocken. Janine liegt an einem Stuhl gefesselt auf dem Boden, ohne die Chance, sich zu befreien. Ein Unbekannter befestigt einen Sprengsatz am Türgriff der Abstellkammer, in der Janine liegt. Als Frazer dort ankommt, verursacht er durch sein ungestümes Handeln beinahe den Tod seiner Verlobten. Doch Stoffels sieht durch ein Fenster die Sprengvorrichtung und verhindert damit das Schlimmste. Janine wird befreit. Zwischen der Polizei und den Gangstern kommt es zu einer Schießerei. Frazer verfolgt den Kopf der Bande, Mister X, durch einen langen Tunnel. Mit einem gezielten Schuss tötet er ihn schließlich. Stoffels kommt hinzu, beide gehen zu dem großen Unbekannten und demaskieren ihn: es ist Farida.

## Produktionsnotizen
Gedreht wurde vor allem in Antwerpen, Belgien und Wien – in Minute 51:51 ist die von Josef Hoffmann erbaute Primavesivilla zu sehen. Der in Zusammenarbeit mit Sodeb-Atelier Brüssel hergestellte Film wurde am 12. Juni 1964 uraufgeführt. Am 6. Mai 1972 erlebte Tim Frazer jagt den geheimnisvollen Mister X in der ARD seine Fernseherstausstrahlung.
Die Figur des Tim Frazer wurde lediglich von Francis Durbridge übernommen, doch basiert dieser Film nicht auf einer Durbridge-Vorlage.
Die Filmbauten stammen aus der Hand von Hans Zehetner, die Herstellungsleitung hatte Kurt Miksch.
Bebe Suong singt das Chanson J‘ai peché.

## Kritiken
Das Hamburger Abendblatt lobte insbesondere die Darsteller, die „viel Farbe in den von Ernst Hofbauer sauber und einfallsreich inszenierten, von Raimund Herold teilweise tollkühn fotografierten“ Kriminalfilm brächten.
Paimann’s Filmlisten beschrieben die Geschichte als „thematisch herkömmlich, doch filmgerecht […] aufbereitet und besetzt“.
Das Lexikon des internationalen Films bemerkte allerdings: „Ein müder Krimi, der versucht, vom Bildschirmerfolg des Titelhelden zu profitieren.“
In „Francis Durbridge Homepage: Filme“ ist zu lesen: „Dieser Film ist zwar um Meilen besser, als der deutsche Kinofilm „Piccadilly 0 Uhr 12“, aber er hat keinerlei Eigenheiten, die für Durbridge typisch sind. Man könnte sagen: dieser Film hat zu 100 % nichts mit dem Meister der fein dosierten Spannung zu tun. Nachtbars, Massenmorde, neblige Hafenstücke, Schießereien und Verfolgungsjagden sowie ein von einem Barmädchen vorgetragener Song J'ai peché (Ich habe gesündigt) passen eindeutig zur damals so populären Edgar-Wallace-Reihe.“
Auch der Onlineauftritt von Cinema konstatierte: „Billiger Ritt auf der Edgar-Wallace-Welle“